# Надежда (шхуна)
«Наде́жда» — двухмачтовая парусно-моторная шхуна.

Её история развивалась на фоне Второй мировой войны и последовавших за этим событий, результатом чего стало, в частности, отсутствие достоверных данных о некоторых периодах её жизни, породившее неоднозначность в толкованиях и просто легенды о её судьбе.
— Е. Курганов

## Репарация
После окончания Второй мировой войны странами-победительницами была создана Тройственная военно-морская комиссия для Репарации#Репарации от Германии после Второй мировой войны. Шхуна была включена в список передававшихся СССР судов.

По окончании войны союзники делили остатки немецкого флота. Среди многочисленных документов, запечатлевших ход этой делёжки, есть короткий перечень рыболовных траулеров, построенных по немецкому заказу в Норвегии. Они так и оставались там, но принадлежали Германии. О включении их в общий список ходатайствовал перед Тройственной военно-морской комиссией начальник военно-морского Отдела Советской военной администрации Германии контр-адмирал Ф. С. Седельников.
Зачем же было столь настойчиво хлопотать о нескольких селёдочных траулерах, которых в Норвегии — пруд пруди? Дело в том, что один из них помимо бортового номера «У-5301» носил ещё и наименование — «Seeteufel».
— М. Д. Агронский

## Личный трофей адмирала
Существует предание, что знакомая многим российским яхтсменам шхуна «Надежда» (бывшая «Ленинград») прежде была немецкой яхтой «Зеетойфель». Эти сведения документально ни подтвердить, ни опровергнуть пока не представляется возможным, так как шхуна попала в Россию в качестве личного трофея одного из наших военно-морских начальников.
— Ю. А. Друян

Во время Второй мировой войны она была собственностью ВМФ Германии и служила береговой базой германских подводников. В Советский Союз попала не по репарации, а была привезена в качестве личного трофея одним из адмиралов Балтийского флота, который передал впоследствии шхуну Нахимовскому училищу…
— Ю. А. Друян

## Яхта Люкнера
Существует легенда, что шхуна, впоследствии известная как  «Надежда» — это «Sterna» («Стерна») → «Edelgard» («Эдельгард») → «Seeteufel» («Зеетойфель») — яхта Феликса фон Люкнера (Felix Graf von Luckner) — национального героя Германии времён Первой мировой войны.
«Sterna» была построена в 1912 году в Лейдердорпе (Нидерланды) на верфи Геброудерса, как стальной парусный логгер для рыбной ловли «SCH 374». В архивной справке значится, что построена она была для Схевенингена (Fishingboat for Scheveningen). Первое название шхуны — «Sterna» («Крачка»).
При постройке в 1912 году на шхуне был установлен двухтактный двухцилиндровый двигатель производства «Дойче Веерке» (Deutsche Werke) мощностью 70 л. с.
2 августа 1927 года шхуна была продана Бернхарду Ханке (Bernhard Heinecke) из Гамбурга, который переоборудовал её в универсальное грузовое судно и переименовал в «Edelgard» («Эдельгард»).
3 июля 1936 года шхуна была продана графу Феликсу фон Люкнеру. Люкнер перестроил шхуну, изменив носовую часть, установил новый, 140-сильный главный двигатель и переоборудовал её в комфортабельную мореходную яхту. Шхуна получила новое название «Seeteufel» («Зеетойфель» — нем. «Морской дьявол»). Под этим названием и под командованием фон Люкнера шхуна с 18 апреля 1937 по 19 июля 1939 года совершила кругосветное плавание по маршруту: Норвегия–Карибское море–Панамский канал–остров Таити–Австралия–Новая Зеландия–Индонезия–остров Цейлон–Аден–Суэцкий канал–Средиземное море–Италия–Гибралтар–Англия.
Из таможенных деклараций можно добыть фотографии членов экипажа, характеристики шхуны и другие сведения. На сайте Национального архива Австралии, на сайте Государственной библиотеки Нового Южного Уэльса доступны ранее секретные документы. Например: , , .
Экипаж судна состоял из разведчиков и картографов. Под прикрытием кругосветного путешествия преследовалась основная цель — сбор информации о портах вероятного противника перед началом войны. Плавание было подготовлено службами пропаганды и морской разведки фашистской Германии. «Seeteufel» стал первым германским судном, совершившим кругосветное плавание под флагом с фашистской символикой.

С началом второй мировой войны шхуна была реквизирована и числилась вспомогательным судном немецкого ВМФ.
— Ю. А. Друян
С 11 апреля 1942 года порт приписки шхуны — Штеттин в Померании (в настоящее время — польский Щецин).
В 1943 году шхуну приобрёл для создающегося им института морских исследований выдающийся морской ныряльщик Ганс Хаас (Hans Heinrich Romulus Hass). Шхуна должна была стать экспедиционным судном и базой для подводных кино- и фотосъёмок. Однако перевести шхуну из Штеттина, где она находилась в то время, оказалось невозможным, и в конце Второй мировой войны Хаас расстался с ней.

В 1943 году я добился своего и смог купить для института стопятидесятитонную моторно-парусную яхту «Морской дьявол», на которой граф Люкнер совершил своё последнее кругосветное путешествие под парусами. Это было как раз то, что нужно. Но вышло иначе. Нам не пришлось плавать на «Морском дьяволе». Мы расстались с ним в конце войны. От института ничего не осталось, кроме нескольких красивых печатных бланков. Наша маленькая исследовательская группа распалась.
— Hans Hass
В 2004 году в Галле было основано Общество Феликса фон Люкнера. Одной из целей этого общества является «репатриация шхуны в Германию».

## Учебная шхуна
Во всяком случае, авторитетный специалист в области истории и культуры детского военного образования Владимир Константинович Грабарь в посвящённой истории Ленинградского Нахимовского училища книге пишет следующее:

Симпатичный кораблик перегнали в Ленинград. Из учётных документов о его происхождении известно только, что получен он из числа трофейных ПМШ, и это — всё. Нет даже былого имени. Можно сказать, история шхуны началась с чистого листа, и получила она русское имя «Надежда»…
Однажды кто-то из преподавателей военно-морской подготовки обмолвился, что «Надежда» — это бывшая яхта «Дер Зеетейфель» (Der seeteufel — нем. — морской чёрт).
Сообщение попало в благодатную почву. Надо знать особенности мышления юных мореплавателей…
— В. К. Грабарь
12 февраля 1947 года шхуна была передана Военно-морской ордена Ленина академии им. К. Е. Ворошилова.
Шхуну назвали «Надежда» и вместе с другой известной в истории советского флота шхуной «Учёба» включили в состав отряда учебных кораблей Ленинградского военно-морского подготовительного училища.
14 июня 1948 года шхуну передали Ленинградскому Нахимовскому военно-морскому училищу.
24 июля 1956 года шхуну передали в яхт-клуб Ленинградской военно-морской базы.
В 1958 году шхуна переименована в «ПКЗ-134».
18 июня 1958 года исключена из состава ВМФ СССР и безвозмездно передана Центральному яхт-клубу ВЦСПС, получив название «Ленинград» и став флагманом яхт-клуба.
В 1962 году шхуна прошла капитальный ремонт и переоборудование на заводе «Алмаз». Установлен дизельный двигатель 3Д12 (300 л. с.) в качестве главного, появились полуют и новая ходовая рубка, заметно изменяющие силуэт шхуны.
На шхуне проходили практику курсанты военно-морских училищ, учащиеся ДЮСПШ Центрального яхт-клуба ВЦСПС, студенты-океанологи ЛГУ и Гидрометинститута.
Шхуна неоднократно участвовала в киносъёмках советских, российских и зарубежных кинематографистов, исполняя роли и фрегатов, и поморских шхун.
С 1970 по 1979 год шхуна была главной участницей городских праздников выпускников «Алые паруса», проводимого Ленинградским горкомом ВЛКСМ, участвовала на водном празднике в честь 300-летнего юбилея Санкт-Петербурга.
Вслед за тем, как город Ленинград стал Санкт-Петербургом, в 1993 году шхуне вернули былое название «Надежда».
С первой Санкт-Петербургской Парусной недели в 1997 году и по восьмую в 2004 году шхуна была главным судейским судном регаты.

### Авария в 1966 году
Шхуна «Ленинград», на борту которой находились 31 учащийся ДЮСПШ Центрального яхт-клуба ВЦСПС совершала переход Ленинград–Таллин. Из-за неквалифицированных действий экипажа возле острова Северный Виргин при ветре силой около пяти баллов шхуна ударилась о камни и оказалась на мели в полузатопленном положении. Учащиеся были эвакуированы на остров. На помощь пришли моряки Балтийского флота ВМФ СССР. Под пробоину завели пластырь, шхуну отбуксировали в город Ломоносов для ремонта в плавучем доке.
- Шхуна «Ленинград» в плавучем доке, город Ломоносов, июнь 1966.
- На окраске днища шхуны «Ленинград» в плавучем доке, город Ломоносов, июнь 1966.

## Капитальный ремонт в 2009–2010 годах
Из-за финансовых трудностей и неудовлетворительного технического состояния с 2005 года шхуна практически не эксплуатировалась.
В октябре 2008 года шхуна была продана в собственность физического лица.
В 2009–2010 годах на судостроительной верфи «Речная» в Санкт-Петербурге выполнены работы по ремонту корпуса шхуны, перепланированы нижние помещения, изменена архитектура корпуса выше главной палубы, заменён стоячий и бегучий такелаж, пошиты новые паруса, перебран главный двигатель, установлены два новых дизель-генератора, новое радионавигационное оборудование.
После ремонта при регистрации в Государственной инспекции по маломерным судам Ленинградской области шхуне присвоен бортовой номер Р 47 00 ЛТ; формула класса: 4 +-+ 3(IМ)12/225\460.
До 2014 года шхуна использовалась как прогулочное судно.

## Флагман флота морской школы Академии парусного спорта
В 2014 году в канун праздника Победы шхуна присоединилась к флоту Академии парусного спорта Яхт-клуба Санкт-Петербурга.

## Парусное вооружение
Первоначально шхуна имела смешанное вооружение: фок-мачта была вооружена гафельным триселем, а грот — бермудским. В дальнейшем комплектация вооружения изменялась.
В настоящее время на шхуне предусмотрены: бермудский грот, апсель, гафельный фок, топсель, стаксель, кливер, мидель-кливер, летучий кливер, балун-кливер.

## Капитаны шхуны
- Кузьминых Федор Михайлович (1948–1950);
- Будников Олег Константинович (1952–1956)[5];
- Храмцов Василий Иванович (1956–1958);
- Богданов Михаил Николаевич (1958–1966)[52];
- Большаков (1966–1970)[источник не указан 4334 дня];
- Матвеев, Иван Петрович (1970–1984)[53];
- Голодов Владимир Георгиевич (1984–1990);
- Степанов Владимир Михайлович (1990–2008);
- Сидоров Алексей Николаевич (2008–2014)[50];
- Горулев Владимир Иванович — 2015;
- Долматов Максим Евгеньевич-(2017—2023).

## Изображения
- Anfimov, Gena. NADEZHDA — IMO 1936010. Ship Photos and Ship Tracker (20 августа 2011). — The Culture 2011 Tall Ships Regata» in Klapeda. Photo taken at Klaipeda (Lithuania) on August 20.2011.